# 小方頼昌
小方 頼昌（おがた よりまさ）は、歯科医師。日本大学松戸歯学部教授。日本歯周病学会認定の歯周病専門医・指導医、日本臨床歯周病学会の歯周病指導医・歯周インプラント指導医である。2021年現在、日本大学松戸歯学部　学部長である。

## 略歴
- 1984年 - 日本大学松戸歯学部卒業。
- 1984年〜89年 - MTMコースインストラクター。
- 1988年 3月 - 東京医科歯科大学大学院歯学研究科修了
- 1988年 4月 - 日本大学松戸歯学部 歯周病学講座助手。
- 1991年 4月 - 日本大学松戸歯学部 歯周病学講座講師。
- 1992年〜1993年 - カナダトロント大学歯学部に留学 歯周生理学の研究。
- 2001年10月 - 日本大学松戸歯学部 歯周病学講座教授。
- 2005年 4月	- 日本大学松戸歯学部 歯周治療学講座教授
- 2018年3月1日 -『聞くに聞けない歯周病治療100〈デンタルダイヤモンド社〉』監修した。

## 著作
- 総監修：若林健史・監修：小方頼昌 著、鎌田征之、 稲垣伸彦 編『聞くに聞けない歯周病治療100：「聞かぬは一生の恥」とならないための全100項目を解説！』デンタルダイヤモンド社、2018年3月1日。ISBN 978-4885103988。
- 小方頼昌 著、小方頼昌 編『歯周外科 見て学んで始めるガイド』クインテッセンス出版、2017年10月10日。ISBN 978-4781205823。 NCID BB24634093。

## 所属団体
- 日本歯周病学会
- 日本歯科保存学会
- 日本臨床歯周病学会
- 歯科基礎医学会
- 日本骨代謝学会
- 日本歯科薬物療法学会